# Бучум
Бу́чум (рум. bucium, вариант: бучин, рум. bucin) и его разновидности ту́лник (рум. tulnic) и тры́мбица (рум. trâmbiță) — традиционные духовые инструменты, распространённые в румынских Карпатах. Они представляют собой натуральные продольные трубы и извлекают звуки натурального звукоряда, основанного на обертонах (от 4-й до 16-й гармоники).
Первоначально эти инструменты использовались пастухами для подачи сигналов, а также применялись в военных целях и, особенно в северных регионах, в погребальных обрядах. Музыка и сигналы, исполняемые на бучуме, относятся к древнейшему слою румынского фольклора — наряду с дойнами, погребальными обрядами и детским фольклором.
Существует пять разновидностей бучума, различающихся по форме трубы. Подобные инструменты встречаются у многих европейских народов — трембита, альпийский рог, фуяра-тромбита, лигавка, лур, неверлур, а также в некоторых культурах за пределами Европы.

## История
Слово бучум происходит от лат. bucinum — буцина, медный духовой инструмент в древнеримской армии. Название трымбица связано с древневерхненемецким trumpa (рог, труба). Предполагается, что предком подобных инструментов в Европе мог быть этрусский и римский литуус, хотя свидетельства непрерывной связи между ними отсутствуют. Высказывалось также предположение, что сходство в конструкции и использовании длинных пастушьих рогов и их широкое распространение может быть связано с их возникновением среди посткельтских народов периода Великого переселения народов. Археологические данные свидетельствуют о присутствии кельтских племён на территории современной Румынии в IV—I веках до н. э. и о контактах между кельтами и даками. В этом контексте некоторые исследователи отмечают сходство так называемого дакского дракона — военного штандарта и духового инструмента — с кельтским боевым рогом карниксом. 
Исторические источники XV—XVII веков упоминают бучумы и трымбицы — предположительно деревянные рога и металические трубы, использовавшиеся на праздниках и для подачи военных сигналов. Господарь Молдовы Штефан Великий использовал бучумы и трымбицы для внесения смятения в турецкое войско в Васлуйской битве в 1475 году:

«…Штефан Водэ поставил немного воинов на лугу у Бырлада, чтобы обмануть неприятеля звуками бучумов и трымбиц, подавая тем сигнал к бою. Тогда турецкое войско, услышав бучумы, повернуло назад, но вода, луг и густой туман стали им помехой. Пробиваясь сквозь заросли, ломая строй, чтобы достичь звука бучумов, были они внезапно атакованы с тыла Штефаном Водэ с приготовленным войском… Там не было места ни для построения войска, ни для выравнивания рядов, и они, в смятении, начали рубить друг друга…»
Оригинальный текст (рум.)Ștefan Vodă tocmise puțini oameni despre lunca Bârladului, ca să-i amăgească cu buciune și trâmbițe, dând semn de războiu. Atuncea oastea turcească întorcându-se la glasul buciunelor, și împiedecându-i și apa și lunca, și acoperindu-i și negura, tăind lunca și sfărămând ca să treacă la glasul bucinilor, iară dindărăt Ștefan Vodă cu oastea tocmită i-au lovit… unde nici era loc de a-și tocmire oastea, nici de a se îndireptare, ci așa, ei în de sine tăindu-se…— Letopisețul Țării Moldovei (1642—1647), 1916, p. 57
На внешней фреске церкви в монастыре Воронец (Буковина, 1550 год) изображён трубящий в бучум ангел судного дня. В 1631 (или в 1632) году Пауль Страсбург (1595—1654), посланник короля Швеции, по пути в Константинополь был принят в Валахии господа́рем Леоном Томшей. В отчёте королю Густаву Адольфу он отмечал, что обед, данный в его честь, предваряли звуки рогов и труб (лат. cornua & tubæ).

## Современность
Инструмент сохранился у пастухов в северной части Мунтении (регионы Питешть, Плоешть и горы Вранча), где он называется бучум или бучен (рум. bucen); в горах Таркэу, Бистрицы и Родны — бушин (рум. bușin) или трымбица; в горах Оа́ша и Марамуреша — трымдита, трымбита или трымгита (рум. trâmdită, trâmbitâ, trâmghită); в горах Апусе́нь) — тулник; в Молдове и в Буковине — бучум и трымбица.
Подобно другим элементам румынского музыкального фольклора, область традиционного использования бучумов постепенно сокращается, при этом расширяется их сценическое применение.
Корпус мелодий для бучума опубликован в монографии Корнелиу Джорджеску «Пастушеский репертуар. Сигналы бучума. Музыкальная типология и корпус мелодий».

### Компьютерная симуляция
В 1990—1991 годах Корнелиу Джорджеску разработал программную модель, имитирующую импровизационную структуру музыки для бучума. Основой послужили 100 транскрипций из архива Бухарестского института этнологии и собственные полевые записи 1981—1982 годов. Программа строилась на алгоритмическом выборе, варьировании и соединении мелодических формул, что позволило подтвердить воспроизводимость музыкального языка бучума и применимость формального анализа к традиционной этнической музыке.

## Конструкция и звук

### Устройство бучумов
Бучум изготавливается из целого ствола ели, клёна, ясеня, липы или орешника. После тщательной просушки древесину раскалывают надвое, выдалбливают сердцевину, затем половинки склеивают, образуя трубу. Полученное изделие по всей длине обматывают молодой корой вишни, берёзы или липы и местами укрепляют деревянными, реже — металлическими кольцами. На севере Молдовы и севере Трансильвании деревянные бучумы встречаются всё реже, уступая место похожим инструментам, изготовленным из жести в городских мастерских.
Все типы бучума, за исключением тулника, оснащаются деревянным мундштуком, напоминающим трубный. Тулник всегда прямой и конический, изготавливается из ели, укрепляется кольцами из ивы и используется без мундштука.
Длина бучумов варьируется от 1,30 до 3 метров; самые короткие распространены в Мунтении. По форме различают пять основных типов инструмента:
Прямые:
1. Прямой цилиндрический корпус, слегка расширенный на конце, изготовленный из дерева или жести (Северная Трансильвания, Буковина).
2. Прямой конический корпус из выдолбленных половинок ствола ели, скреплённых деревянными кольцами (тулник, горы Апусень).

Изогнутые:
1. Конический корпус, расширяющийся и изогнутый внизу, напоминающий курительную трубку. Изготавливается из дерева и жести (север Молдовы).
2. Короткий цилиндрический корпус, нижняя часть слегка изогнута и расширена. Изготавливается из дерева (Мунтения и юг Молдовы).
3. Цилиндрический корпус, дважды закрученный спиралью, наподобие военного горна. Изготавливается из жести (Буковина).

Перед тем как играть на деревянных бучумах, особенно если они не обвёрнуты в кору, их тщательно смачивают водой, чтобы дерево набухло, и рог не имел нежелательных щелей.

### Звуковые особенности
Бучум является натуральной продольной трубой и может издавать только обертоны основного тона:
- Тулник (горы Апусень) обычно использует обертоны 4—8.
- Бучумы Мунтении и юга Молдовы (горы Вранча) — обертоны 3—9.
- Трымбицы Оаша, Марамуреша, Буковины и северной Молдовы — обертоны 6—12 и 16.

При этом исполнители редко используют весь диапазон инструмента, ограничиваясь только теми тонами, которые необходимы для традиционных сигналов в данной местности.

## Игра на инструменте

### Техника исполнения
Инструмент держат обеими руками или устанавливают на опору. Бучум из северной Молдовы, по форме похожий на курительную трубку, обычно ставится нижним концом на землю — подобно альпийскому рогу. Исполнитель, стоя, направляет поток воздуха в мундштук при плотно сжатых губах. Во время игры бучум поднимают и опускают, двигают полукругом справа налево и обратно. Звук извлекается путем изменения напряжения губ — техника похожа на игру на охотничьем рожке.
Для сравнения, описание техники игры на альпийском роге: игра осуществляется за счет правильного формирования губного аппарата (амбушюра): губы сжимаются и натягиваются, а мундштук располагается в определенном положении. Язык контролирует скорость воздушного потока, сужая полость рта для увеличения скорости воздуха. Для низких тонов язык и губы расслаблены, для высоких — язык поднимается, губы натягиваются сильнее. Во время игры амбушюр остается стабильным, изменяется только напряжение губ для регулировки высоты звука. Кроме того, наклоны и повороты инструмента помогают точнее попадать в обертоны.

### Обучение
Обучение игре на бучуме — сложный процесс, требующий определённых физических навыков и выносливости. Большинство народных музыкантов сообщали исследователям, что обучение начиналось в раннем возрасте — примерно с 6—10 лет. В некоторых случаях использовались инструменты меньшего размера. В регионе Апусень изготовление небольших тулников специально для детей было обычной практикой.

## Функции и использование

### Пастушеские и военные сигналы
Репертуар пастуха включает сигналы и пастушеские мелодии, исполняемые на бучуме, тилинке, флуере или чимпое. На бучуме преимущественно исполняются сигнальные звуки. Сигнал подается, как правило, из сты́ны; пастухи, находящиеся далеко, могут отвечать с помощью тилинки, простейшей деревянной флейты без отверстий и без свистка. Сигнал бучума помогал чабанам найти обратную дорогу к стану при тумане.
Чабаны в Мунтении играют сигнальные напевы «De oi», «Cântec de oi» или «Cântec ciobănesc»; в Молдове — «Cântecul oilor», «Când vin oile», «La făcutul cașului», «Drept di pi munte»; жители Оаша и Марамуреша — «Horia oilor», «Cântecul oilor», «Ca la oi» или «A oilor»; а в Апусень звучат «A oilor», «Când se suie oile la munte», «A de dimineață», «Când vin oile la muls», «A cașului» и «Când coboară oile de la munte».
Пастухи приучают овец реагировать на определённые звуковые сигналы, зачастую имеющие музыкальный характер. Так, например, для «Întorsul oilor» используется специфический сигнал, услышав который, рассеянные на пастбище животные собираются вокруг пастуха. Процесс приучения осуществляется по простой схеме: в момент подачи сигнала помощник пастуха намеренно пугает овец и направляет их к источнику звука. После нескольких повторений у животных формируется устойчивая ассоциация между пережитым испугом и данным сигналом. В дальнейшем, услышав его, овцы инстинктивно устремляются к пастуху, даже в отсутствие внешнего раздражителя.
С давних времён, когда бучум служил также военным сигналом, бучумаши из Края Нэсэуд всё ещё исполняют мелодии «A lui Bogdan» и «Jalea plăieşilor», которые, по преданию, играли после разгрома татар в месте, называемом Татарский жёлоб, неподалёку от села Лешу-Нэсэуд.

### Ритуальное использование
В традиционной культуре румынских пастухов бучум не воспринимался исключительно как музыкальный инструмент в современном понимании этого термина. Подобно другим звуковым средствам народного обихода — таким как било, флуер, колокольчики на шее животных, трещотки — бучум обладал, прежде всего, утилитарной функцией, тесно связанной с магическими представлениями. Вера в магическую силу звуковых сигналов была глубоко укоренена в народных представлениях, где звук рассматривался как средство защиты, предупреждения и воздействия на окружающий мир.
Жители Оаша, Марамуреша, Буковины и северной части Молдовы используют бучум во время похоронных обрядов. Бучума́ши сопровождают похоронную процессию и играют траурные мелодии («De mort», «După mort», «La mort», «Petrecerea mortului» или «Horia mortului»), особенно когда умирает молодой человек, а иногда если умер пастух.
Традиция использования бучума на похоронах отражена и в народных песнях. В одном буковинском плаче говорится:
Мы оплакиваем тебя с трымбицей,

И все вокруг рыдают…

В некоторых вариантах баллады «Миорица» пастух просит, чтобы его похоронили так:
Флуер за поясом,

И трымбица рядом…

У пастухов существовал старый обычай в ночь на Святого Георгия обходить стадо, подавая сигналы бучумом в четыре стороны света, чтобы не допустить стригоев и ведьм к скоту. Считалось, что звук бучума создаёт магический круг, внутри которого колдовство теряет свою силу.
Звуку бучума также приписываются целебные свойства.

## Региональные особенности использования бучумов

### Стилистические зоны исполнения
Румынский и немецкий исследователь Готфрид Хабенихт выделил три основные стилистические зоны традиционной музыки, исполняемой на бучуме:
| Характеристика                                | I. Горы Апусень (Западные Карпаты) | II. Мунтения и Молдова | III. Север Трансильвании и Буковина |
| --------------------------------------------- | --- | --- | --- |
| Используемый диапазон натуральных звуков      | Тона между (3) 4-м и 8-м натуральными звуками. Используется препентатоническая гамма с дополнительными звуками. | Основная часть произведения использует тона между ступенями V и 8 (a-a¹). Гамма охватывает тона между 3-м и 9-м (10-м) натуральными звуками.                                  | Соответствует диапазону натуральных звуков от 6-го до 16-го обертона. |
| Основной тональный материал/Лад               | Основа — ступени 8-5-1 (препентатоническая, битоническая система). V ступень (a, 3-й натуральный звук) используется редко. Мелодия формируется в октаве 1-8.                                                                             | V ступень имеет хорошо развитое мелодическое значение. Характерна комбинация V, 5-й и 3-й ступеней.                                                                           | Мелодический материал основан исключительно на пента-(гекса)хорде (d¹-a¹(h¹)), к которому добавляется V ступень (a). Мелодия движется преимущественно в октаве a-a¹.                           |
| Мелодические характеристики                   | Фантазийное и импровизированное исполнение разнообразных мелодико-ритмических мотивов, основанных на ступенях 8-5-1. | Мелодические формулы имеют открытый, вопросительный характер из-за последовательного избегания 1-й ступени.                                                                   | Каждое произведение можно узнать по двум близкородственным мелодическим формулам. Эти формулы вошли и в вокальную музыку. Неизменным остается мажорное терцовое ядро на 1-й ступени.           |
| Форма                                         | Преимущественно трехчастная структура ABC (A — объявление, B — основное сообщение, C — завершение). Начальные и заключительные формулы отличаются от средних.                                                                            | Характерна начальная формула значительной длины, основанная на нисходящей последовательности натуральных звуков инструмента.                                                  | Начальные и заключительные формулы часто тесно слиты со средними частями, образуя единый широкий импровизационный поток. Существуют целые пьесы, построенные в основном на начальных формулах. |
| Каденции (завершения)                         | Конечная каденция чаще всего на 5-й ступени (a¹), реже на 1-й (d¹). Мелодические фразы также могут заканчиваться на 8-й ступени (d²). Звук каденции всегда достигается скачком интервала.                                                | Конечная каденция преимущественно на 1-й ступени (d¹). 5-я ступень (a¹) часто является каденционным тоном отдельных мелодических фраз. Возможна каденция на 8-й ступени (d²). | Каденционные тона — 1-я и V-я ступени (последняя не встречается в других зонах). Для заключительной каденции предпочтительна 1-я ступень.                                                      |
| Темп (значение метронома для четвертной ноты) | Около 148. Часто наблюдается ускорение темпа. | Медленнее, чем в Западных Карпатах; около 100. | Около 84. |
| Особые характеристики                         | Звукоподражания (например, хрюканье свиньи). Имитация вокальных зовов. На тулнике играют женщины, преимущественно молодые девушки. Начальные формулы выполняют функцию «вдувания» — введения воздуха в инструмент и подготовки звучания. | Характерная протяженная начальная формула. | Преобладание эстетической функции над сигнальной. Две характерные мелодические формулы. |

Общие стилистические черты музыки на пастушьих трубах включают использование ограниченного участка натурального звукоряда, характерные мелодико-ритмические ячейки и мотивы, относительно свободную последовательность этих мотивов, тенденцию к трехчастной форме ABC (за некоторыми исключениями) и темп рубато. Эти элементы проявляются по-разному в каждой из зон. Причины возникновения этих «стилистических диалектов» в большей степени технические, чем у музыкальных диалектов песенных жанров, выявленных Белой Бартоком. К ним относятся: различия в типах инструментов и их технических возможностях; преобладание разных функций в ходе исторического развития в разных зонах.

### Тулник
Бучум с прямой и конической трубкой по всей длине известен только в горах Апусень (Западные Карпаты) под названием тулник. На тулнике играют в основном молодые девушки и женщины, исполняя различные сигналы, такие как «A găinilor» или «A porcilor», которыми они созывают своих кур или свиней. В основном ономатопеические, эти сигналы подражают кудахтанью кур или хрюканью свиней. Исполняются также различные напевы и дойны, которые иногда получают названия в честь деревень: «Vidreana», «Albăceana», «Ponoreanca», «Buciumeana» и другие. Бела Барток использовал мелодию «Buciumeana» в своей сюите «Румынские народные танцы».

Отрывок из интервью с Марианой Глигор, исполнительницей на тулнике и носительницей почётного почётного титула ЮНЕСКО «Живое человеческое сокровище»:
«Играть на тулнике очень сложно. Я начала учиться, когда мне было 7 лет, на тулнике поменьше. В то время в каждом доме в нашем селе (Видра) был как минимум один тулник. Тулник использовался в основном как средство общения между людьми. Для многих событий существовало несколько сигналов тулника. Призыв стоговать сено, на возвращение овец, приглашение на посиделки, сигнал любимому… Были сигналы, предупреждающие о разных опасностях: наступают враги, приближаются воры, приближается дождь, загорелся сарай или дом… Тулник использовался в те времена, когда не было электричества, почти как современный телефон. Помимо сигналов были песни с текстами. Исполнять песни было сложнее, жительницы Края Моцов соревновались, кто из них лучше играет на тулнике. Когда я была девочкой, мне посчастливилось жить по соседству с самыми известными исполнительницами — Иосаной Бад и Марией Тоадер… В то время девушка напрасно была красивой и милой, если она плохо играла на тулнике… 
Вибрация тулника может излечивать некоторые болезни. Старики в старину знали много вещей об этом, так же как знали заговоры и целебные травы».

## Полевые записи и дискография
Собранная исследователями в разных регионах коллекция записей и транскрипций традиционной музыки на бучуме начинается с записей Белы Бартока (1910, 1912 и 1913 год) и Константина Брэилою (1930‑е годы). Наибольшее количество материалов хранится в архиве Института этнографии и фольклора.
Избранная дискография:
- Антология румынской народной музыки студии звукозаписи Electrecord[рум.][24].
- Компиляция Rumanian Songs and Dances лейбла Ethnic Folkways Library[25].
- Компиляция Алана Ломакса The Folk Music of Rumania в серии Columbia World Library of Folk and Primitive Music[26].
- Компакт-диск Марии Аны Глигор и группы Apuseni — Cântece de tulnic din Țara Moților[27].

Первые три компиляции, в состав которых входит и музыка для бучума, наряду с другими жанрами румынского фольклора, подготовлены этномузыкологом Тибериу Александру на основе материалов Института этнографии и фольклора.

## Символика бучума
Глагол бучума́ (рум. buciuma, играть на бучуме) приобрёл также значение объявлять, возвещать что-то.
Поэт и политический активист, сторонник объединения княжеств Валахия и Молдова, Цезарь Болиак, находясь в изгнании в Париже после Революции 1848 года, создал в 1857 году политико-литературный журнал Buciumul (Бучум), а 1858 году, вернувшись в Валахию, перенёс журнал на родину. Начиная с 1865 года журнал выходил под названием Trompeta Carpaților (Труба Карпат).
В 1884 году в Бухаресте была создана музыкальная ассоциация Buciumul под председательством учёного и писателя, а также музыканта-любителя Титу Майореску.
От наименования бучума произошли названия многих населённых пунктов в Румынии (Bucium, Buciumi, Buciumeni…)

## Видео
- Maria Ana Gligor, Grupul "Apuseni". Tulnice în Munții Apuseni. YouTube.
- Iosana Bud. Cântarea primăverii (tulnic, Vidra, jud. Alba, Țara Moților, 1950s). YouTube. Electrecord.
- Mariana Gligor, Tezaur Uman Viu (рум.). YouTube. tezaurumanviu.
- Mariana Gligor. Calls played on the small tulnic – Țara Moților – Romanian Collection (англ.). YouTube. Vanishing Languages and Cultural Heritage (VLACH).
- Mircea Micu. Signal played with bucium - Moldavian Romanian Collection (англ.). YouTube. Vanishing Languages and Cultural Heritage (VLACH).
- Viorel Mândrilă. Întorsul oilor (bucium, Bucovina,1965). YouTube. Fabr1s.
- Gales Simion. Trâmbița (Poieni Solca, Bucovina). YouTube. Peasantartcraft.
- Enache Manole. Ancient Craftsmanship! Traditional Alphorns With Old Hand Tools (Spulber, Vrancea, Moldova) (рум.). YouTube. Peasantartcraft.